# HD 68988
HD 68988 — двойная звезда в созвездии Большой Медведицы на расстоянии приблизительно 199 световых лет (около 61 парсек) от Солнца. Видимая звёздная величина звезды — +8,19m. Возраст звезды оценивается как около 6,78 млрд лет.
Вокруг звезды обращается, как минимум, одна планета.
В 2006 году группой астрономов у звезды обнаружен коричневый карлик HD 68988 c.

## Характеристики
Первый компонент — жёлтый карлик спектрального класса G0. Масса — около 1,2 солнечной, радиус — около 1,242 солнечного, светимость — около 1,667 солнечной. Эффективная температура — около 5778 К.
Второй компонент — коричневый карлик. Масса — около 15 юпитерианских. Орбитальный период — около 12700 суток (34,771 года). Удалён в среднем на 13,2 а.е.

## Планетная система
В 2001 году группой астрономов у звезды обнаружена планета HD 68988 b.
В 2019 году учёными, анализирующими данные проектов HIPPARCOS и Gaia, у звезды обнаружена планета HIP 40687 d.